# Тополевка (Херсонская область)
Тополевка (укр. Тополівка) — посёлок в Новокаховской городской общине Каховского района Херсонской области Украины.
Население по переписи 2001 года составляло 944 человека. Почтовый индекс — 74993. Телефонный код — 5549. Код КОАТУУ — 6510790807.

## Местный совет
74991, Херсонская обл., Новокаховский городской совет, пос. Райское, ул. Ленина, 7